# Francisco Javier Rodríguez Pinedo
Francisco Javier Rodríguez Pinedo, genannt Maza (* 20. Oktober 1981 in Mazatlán/Sinaloa) ist ein ehemaliger mexikanischer Fußballspieler. 

## Karriere

### Verein
Rodríguez, der der Einfachheit halber nur „Maza“ (nach seinem Geburtsort) gerufen wird, stand sechs Jahre von 2002 bis 2008 bei Chivas Guadalajara unter Vertrag. In der Clausura 2004, der mexikanischen Meisterschaft des ersten Halbjahres, wurde er mit seinem Team Vize-Meister. Zweieinhalb Jahre später gewann er mit Guadalajara die Meisterschaft in der Apertura 2006. Nach einem 1:1 im heimischen Estadio Jalisco standen die Chancen für das Finalrückspiel im Estadio Nemesio Díez bei Deportivo Toluca nicht besonders gut, zumal Toluca früh mit 1:0 in Führung gegangen war. In diesem Spiel gelang Maza der wichtige Ausgleichstreffer, mit dem er die Wende zum 2:1-Sieg seiner Mannschaft einleitete.
Vor Beginn der Saison 2008/09 unterzeichnete Maza einen Drei-Jahres-Vertrag bei der PSV Eindhoven.
Am 14. Juli 2011 wechselte Maza zum VfB Stuttgart und unterschrieb dort einen Vertrag bis 2014. Nach 40 Spielen und zwei Toren in der Bundesliga verließ er den Klub im Januar 2013 in Richtung Club América.
Am 1. Juli 2014 wechselte er zu Cruz Azul.

### Nationalmannschaft
Seinen ersten Länderspieleinsatz absolvierte „Maza“ in einem in den USA ausgetragenen Testspiel zwischen Mexiko und Chile, das 1:1 endete. Sein einziges Länderspieltor erzielte er am 8. Juli 2005 in einem Spiel des CONCACAF Gold Cup 2005 gegen das Team Südafrikas, das die Mexikaner mit 1:2 verloren.
Ferner gehörte Maza zum mexikanischen Kader für die Weltmeisterschaften 2006 und 2010.
Während des CONCACAF Gold Cup 2011 wurden Maza und vier weitere Mitglieder der mexikanischen Fußballnationalmannschaft positiv auf die verbotene Substanz Clenbuterol getestet und von ihrer Mannschaft aus dem Turnier genommen. Letztendlich wurden aber alle betroffenen Spieler durch die FIFA entlastet mit der Begründung, dass die Befunde auf nicht vorsätzlich verzehrtes kontaminiertes Fleisch, welches während eines Vorbereitungs-Trainingslagers serviert wurde, zurückzuführen seien. Die World Anti-Doping Agency entschloss sich nicht mehr gegen die mexikanischen Spieler vorzugehen, weil sie nach Einsicht in die Unterlagen nicht mehr von einem Vergehen ausging.

## Erfolge
- CONCACAF Gold Cup: 2011, 2015
- Mexikanischer Meister: Apertura 2006, Apertura 2013